# Nebřich
Nebřich je vesnice, část města Neveklov v okrese Benešov. Nachází se asi 8 km na západ od Neveklova. V roce 2009 zde bylo evidováno 58 adres. Nebřich leží v katastrálním území Jablonná nad Vltavou o výměře 6,85 km².

## Historie
První písemná zmínka o vesnici pochází z roku 1310.
Za druhé světové války se ves stala součástí vojenského cvičiště Zbraní SS Benešov a její obyvatelé se museli 15. září 1942 vystěhovat.